# Friedemann Weckbach-Mara
Friedemann Weckbach-Mara (* 29. Mai 1947 in Illingen (Saar)) ist ein deutscher Journalist, Autor und Politikberater.

## Karriere
Friedemann Weckbach-Mara absolvierte sein Volontariat ab 1968 im Bonner Heinz Möller Verlag und wurde 1976 als Mitglied der Bundespressekonferenz Bonner Korrespondent von Bild und Bild am Sonntag. Ab 1983 war er als Chef vom Dienst bei der Nachrichtenagentur ddp tätig, ab März 1984 wurde er zum Chefredakteur der Neugründung ddp-TV befördert und außerdem Aufsichtsratsvorsitzender der ddp AG. Zum 1. April 1985 übernahm Weckbach-Mara die Leitung der Parlamentsredaktion des Kölner Express, für den er im Jahr darauf die SDI-Verträge veröffentlichte. 1989 wurde er als Chefkorrespondent Leiter der Parlamentsredaktion von Bild am Sonntag in Bonn und ab 1. September in der Berliner Hauptstadtredaktion.
2001 wechselte Weckbach-Mara als Chefkorrespondent zur Welt am Sonntag und übernahm dort 2003 die Leitung der Parlamentsredaktion. Am 1. Februar 2005 wurde er politischer Chefkorrespondent der Berliner Zeitung, der B.Z. und der B.Z. am Sonntag.  Seit dem 1. Juli 2011 ist Friedemann Weckbach-Mara freier Autor und Politikberater. Friedemann Weckbach-Mara ist seit 1974 aktives Mitglied der FDP (Freie Demokratische Partei) und seit April 2015 als ehrenamtlicher Richter am Kölner Verwaltungsgericht tätig.

## Werke
- Unser Bundespräsident. Seine Reisen, seine Reden, sein Leben. Osang Verlag, Bonn 1989, ISBN 3-7894-0102-1
- Deutschland – Deine Politiker. Machtkämpfe, Staatsgeheimnisse, Amtsmissbrauch und Privates von Helmut Schmidt bis Angela Merkel. mdv, Halle (Saale) 2016, ISBN 978-3-95462-584-0